# Гарлийстън
Га̀рлийстън (на английски: Garlieston) е малко крайбрежно село в югозападна Шотландия, област Дъмфрис и Галоуей, основано около 1790 г. от лорд Гарлийс.
То се намира на 8 km северозападно от Уитхорн и на няколко километра северно от замъка Крагълтън, изоставен през 17 век. Голямата вила Голоуей Хаус се намира в края на селото. Пристанището става важен пункт за внос на стоки за Мачарите през 19 и началото на 20 век. През 1876 г. железопътната мрежа достига селището и стоките минавали редовно от пристанището. Корабостроителството и други сродни дейности се развивали в селото.
По време на Втората световна война Гарлийстън става част от проекта „Мълбери“. Профилът на плажната ивица и морското дъно на Гарлийстън е подобен на предложените укрити места за нощуване в Нормандия, което заедно с отдалечеността на селището води до избирането на селото и прилежащия му район за регион за развитие за укритите места. Първообразите на укритите места са построени в Конуи в северен Уелс, а след това са преместени в залива Уигтаун, където са тествани и модифицирани през 1943 и 1944. Днес във водите на залива все още може да се види част от неподвижния кей от онова време.
|  | Тази страница частично или изцяло представлява превод на страницата Garlieston в Уикипедия на английски. Оригиналният текст, както и този превод, са защитени от Лиценза „Криейтив Комънс – Признание – Споделяне на споделеното“, а за съдържание, създадено преди юни 2009 година – от Лиценза за свободна документация на ГНУ. Прегледайте историята на редакциите на оригиналната страница, както и на преводната страница, за да видите списъка на съавторите. ВАЖНО: Този шаблон се отнася единствено до авторските права върху съдържанието на статията. Добавянето му не отменя изискването да се посочват конкретни източници на твърденията, които да бъдат благонадеждни. |